# گل نخودی
گل نخودی(نام علمی: Lathyrus odoratus) نام یک گونه از سرده خلر است.

## نگارخانه

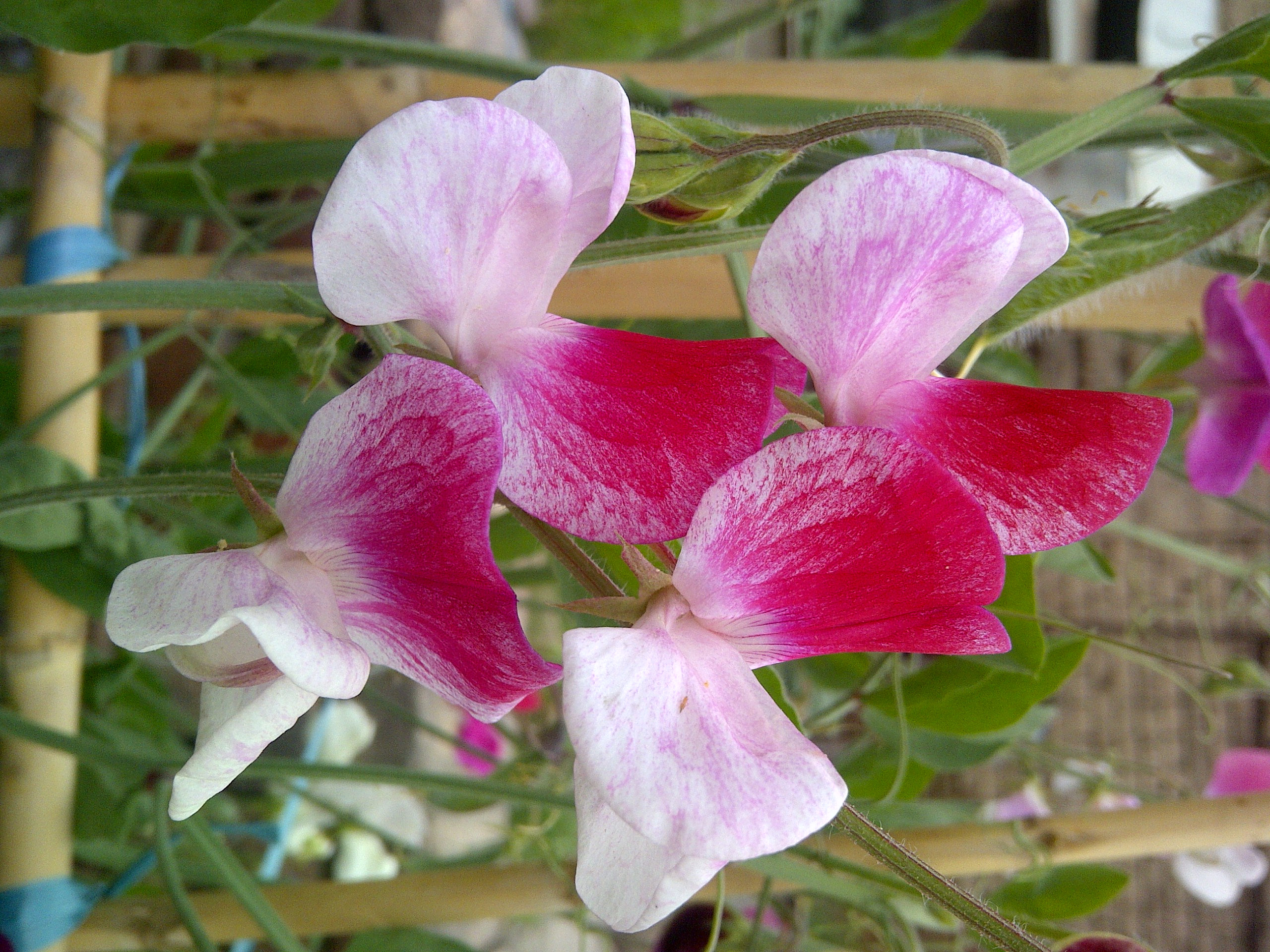
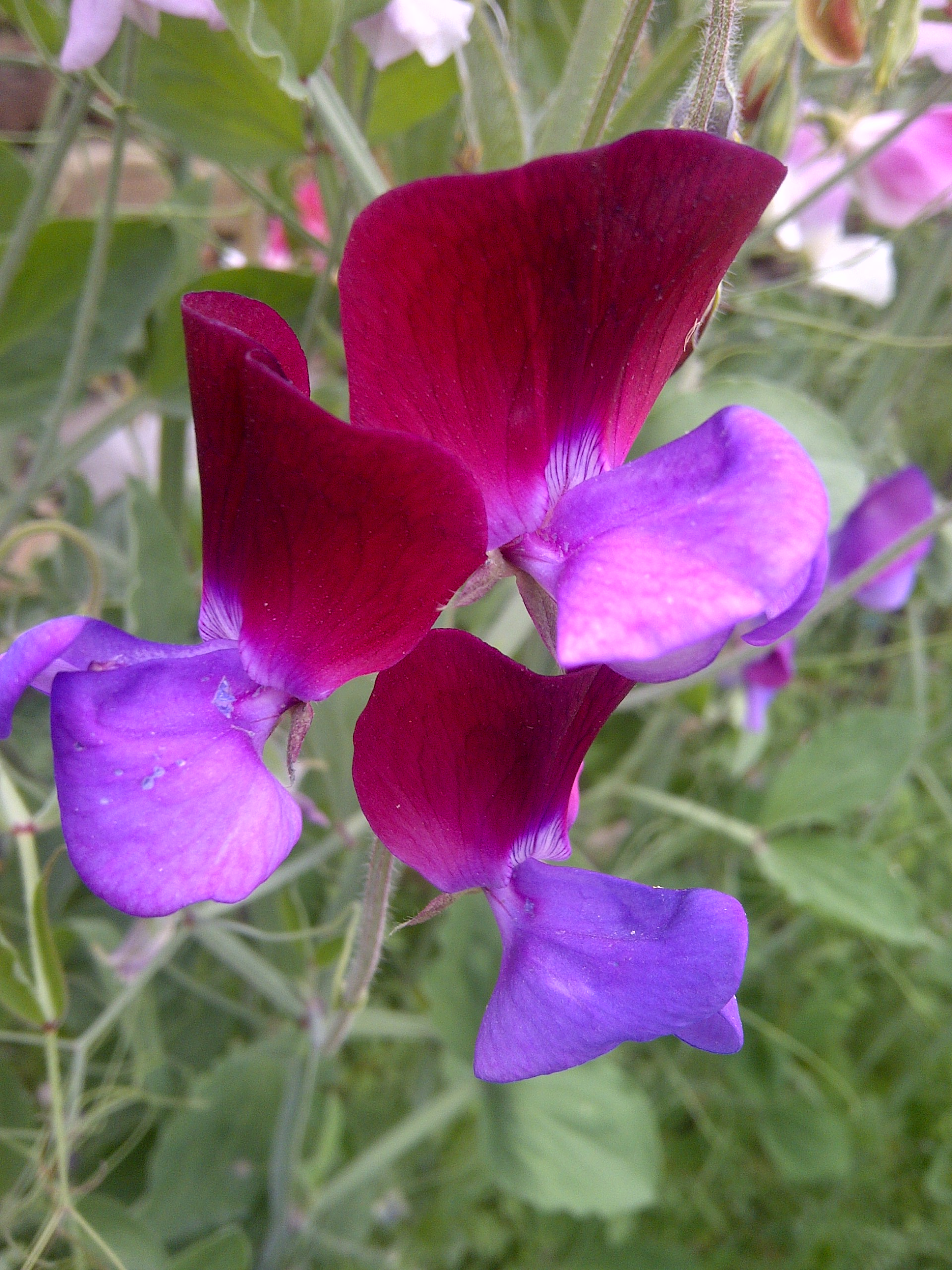
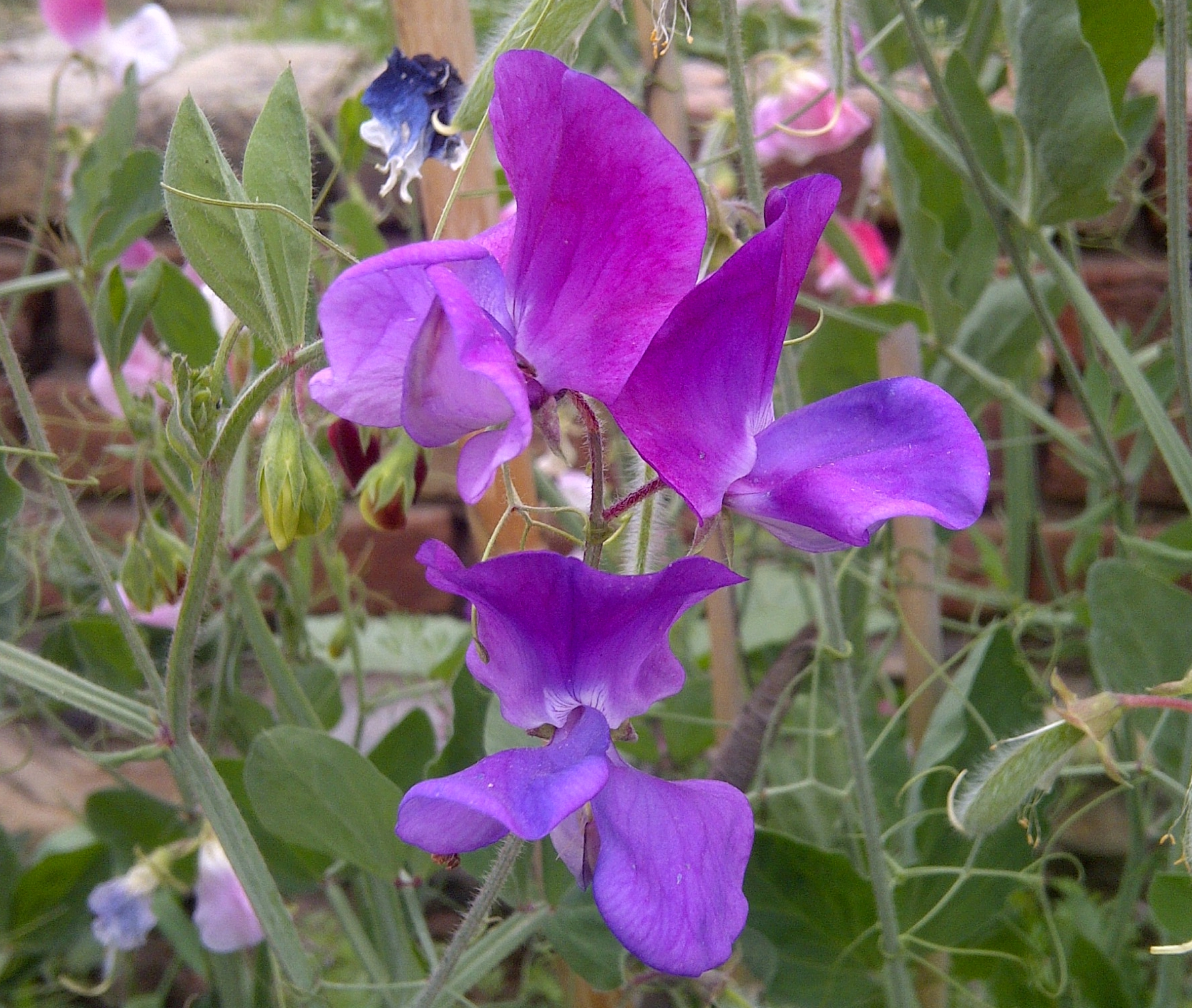
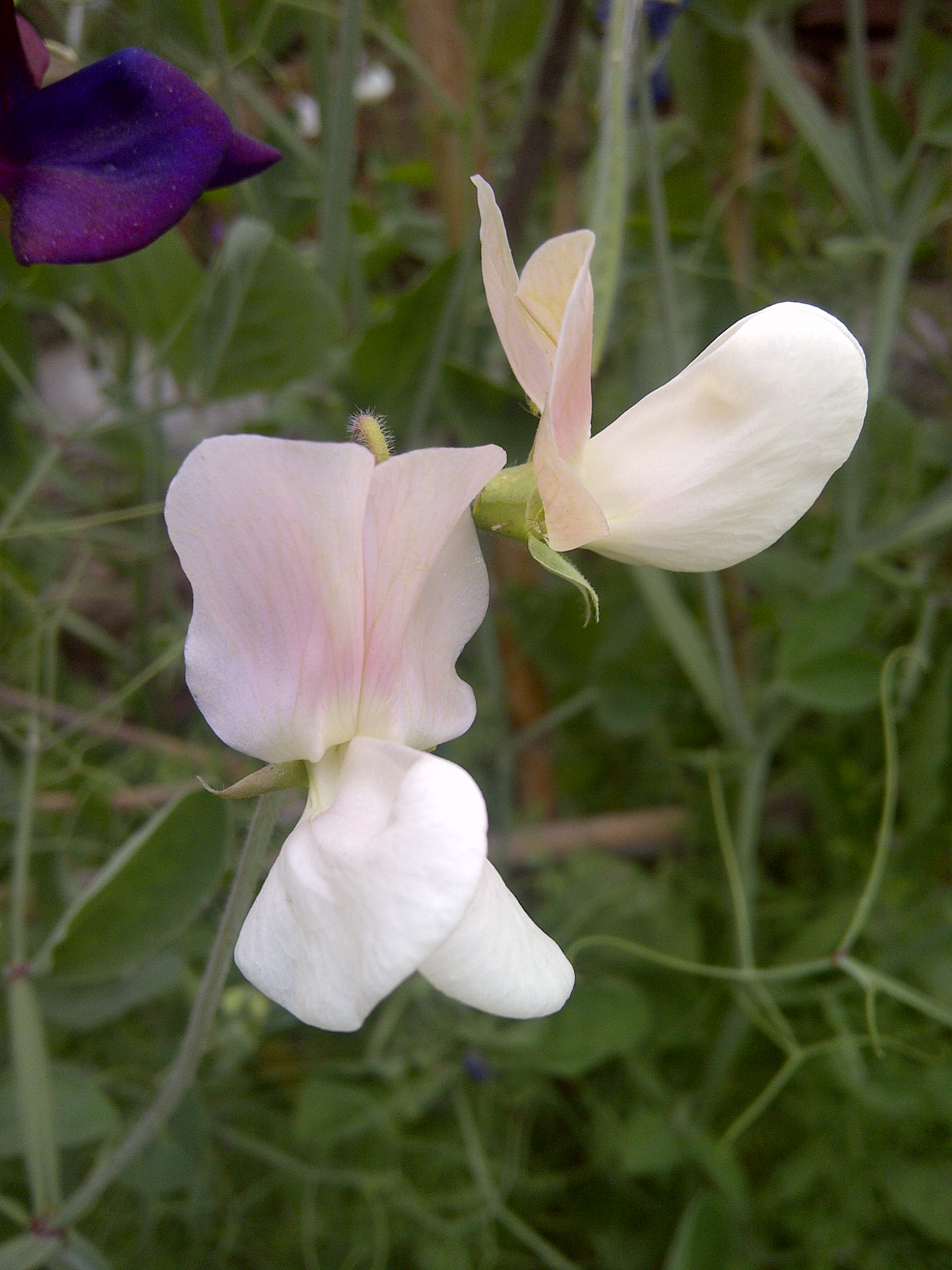
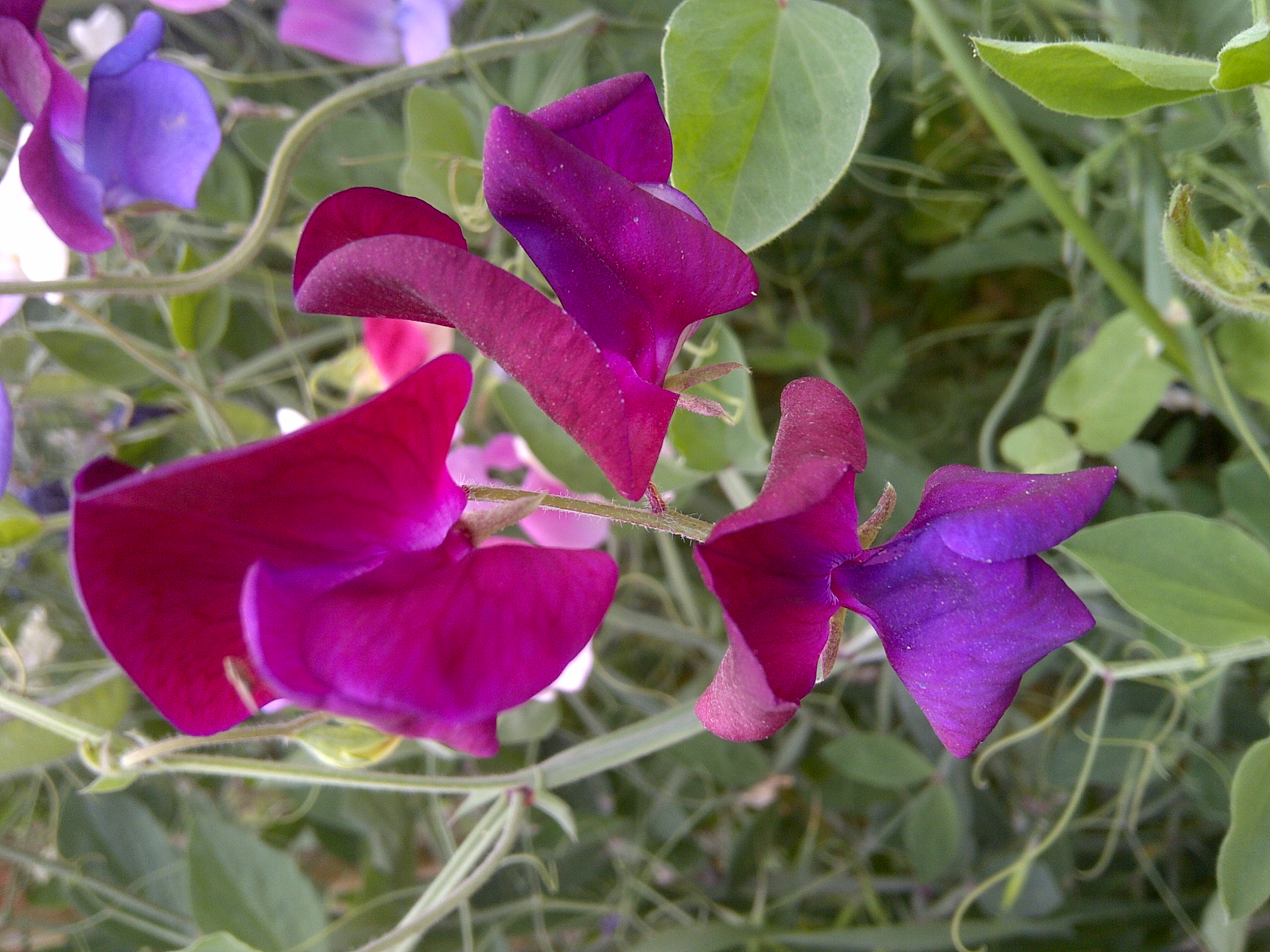
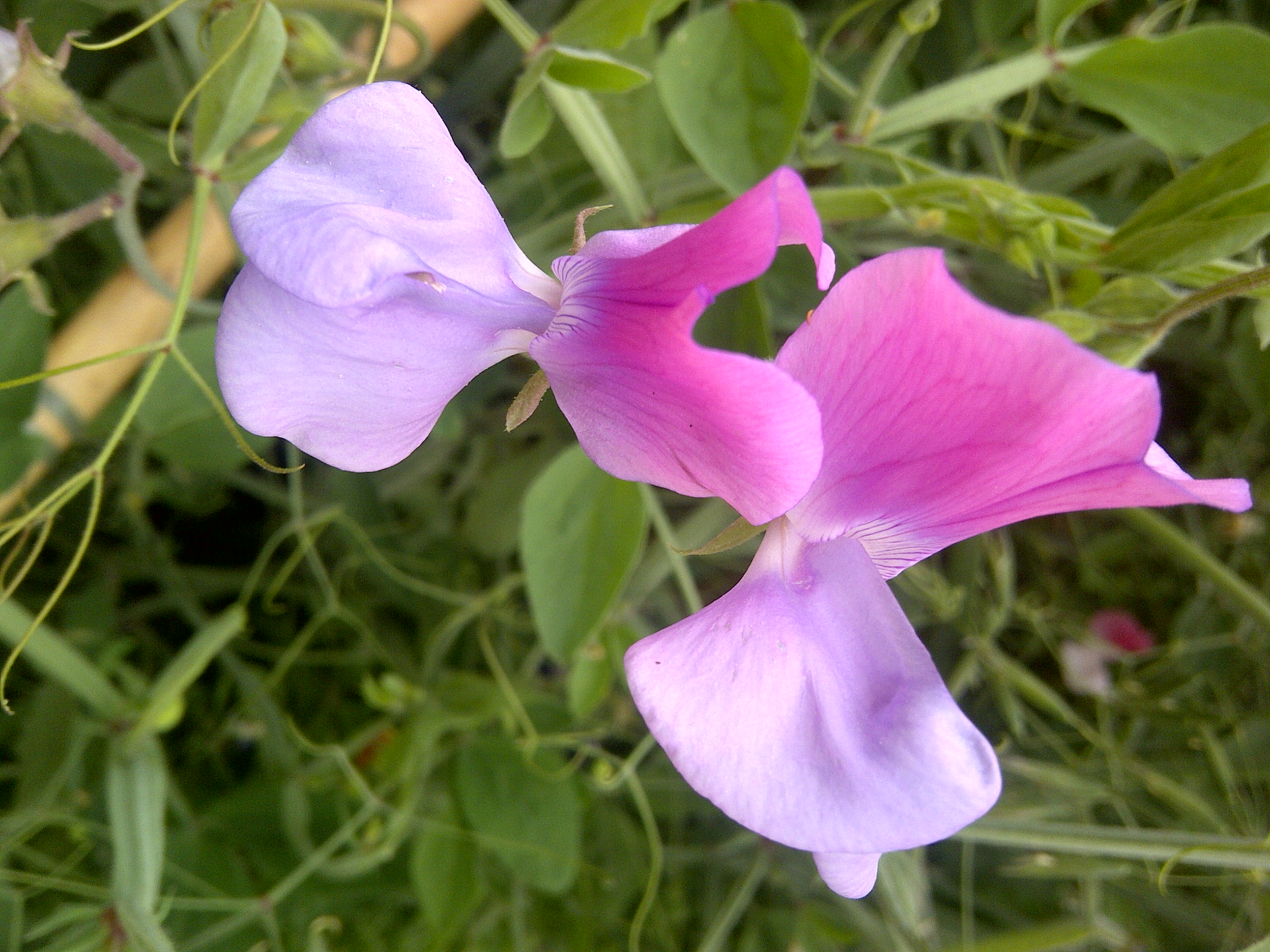
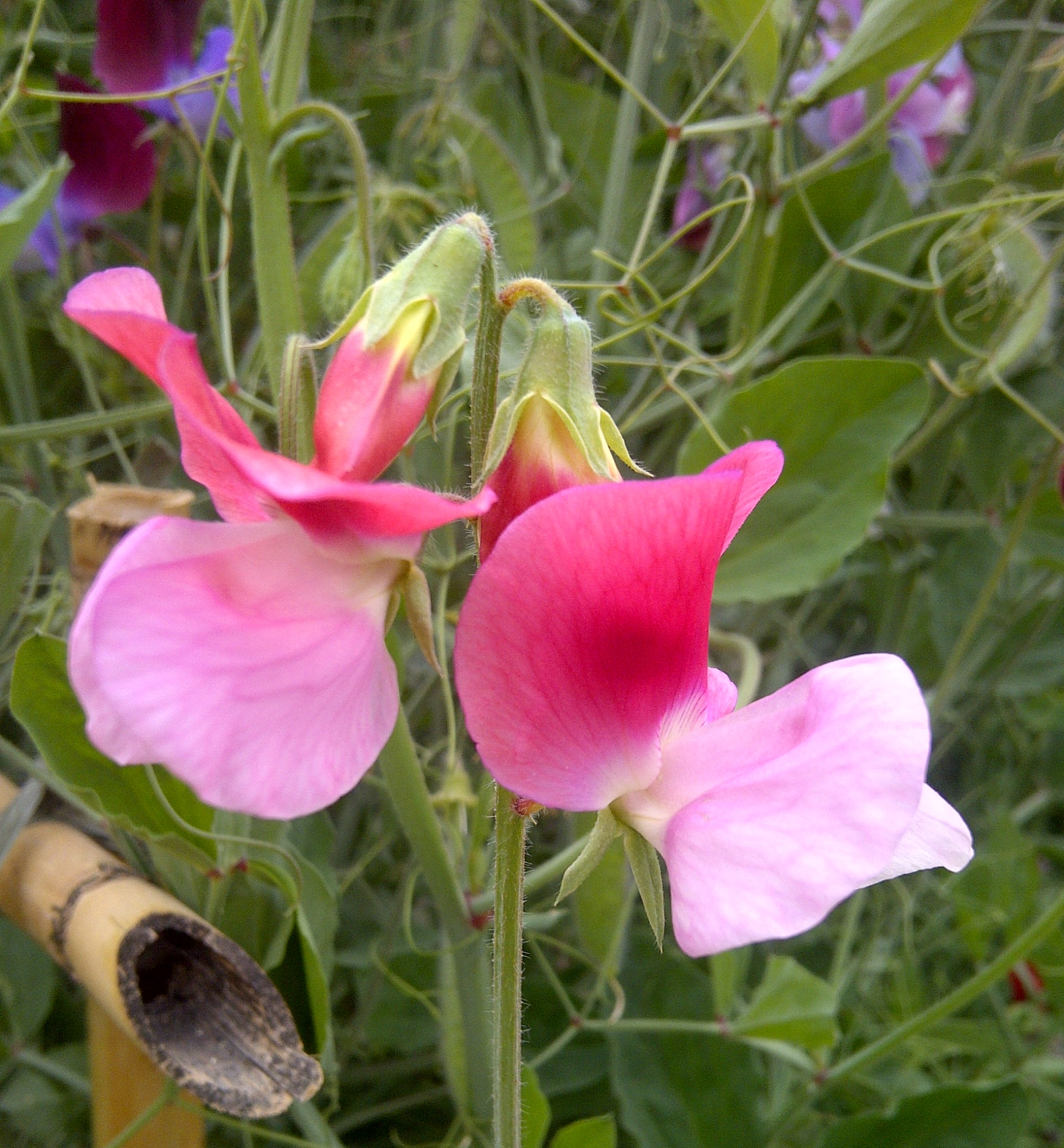